# Ташилунпо
Ташилунпо́ (Ташилхунпо, Ташилумпо, Даший-лунбо; тибетски: བཀྲ་ཤིས་ལྷུན་པོ།, на вайли: bkra shis lhun po; китайски: 扎什伦布寺) е будистки манастир в град Шигадзе, Южен Тибет, Китай, сред най-големите в провинцията. Пълното название на манастира на тибетски буквално означава „всичкото щастие и благополучие събрано тук“.
Манастирът е построен в 1447 година на хълм недалече от центъра на града. Той е традиционна резиденция на панчен (таши) ламите, ринпоче в традицията Гелуг.
Ташилунпо е основан от Гендун Друб, ученик на Дже Дзонкапа, който е признат след смъртта му за първи далай лама. Средства за строителството са събирали знатни тибетци. Манастирът е значително разширен от Четвъртия панчен лама Лобсанг Чоки Гялцен, при когото става местопребиваване на панчен ламите (много от тях са съдействали за разширението и укрепването на манастира).